# 1277 Dolores
1277 Dolores è un asteroide della fascia principale del diametro medio di circa 27,64 km. Scoperto nel 1933, presenta un'orbita caratterizzata da un semiasse maggiore pari a 2,6989549 UA e da un'eccentricità di 0,2392384, inclinata di 6,96636° rispetto all'eclittica.
Il suo nome è dedicato all'antifascista spagnola Dolores Ibárruri.